# Inégalités de genres en mathématiques et en lecture
Le terme « inégalités de genres en mathématiques et en lecture » renvoie à l'observation que, en moyenne, les personnes ont de meilleurs résultats en mathématiques et en lecture selon leur sexe. En moyenne, les garçons et les hommes font mieux que les filles et les femmes en mathématiques, alors que les filles et les femmes font mieux que les garçons et les hommes en lecture,, .

## PISA 2009
En 2009, le Programme international pour le suivi des acquis des élèves (PISA) a évalué les performances des enfants de 15 ans en mathématiques et en lecture dans les pays de l'OCDE et les pays associés de l'OCDE. Le tableau qui suit liste les résultats de cette étude. Il comprend aussi des différences pour les garçons et les filles. Les différences en gras signifient que le biais de genre est statistiquement significatif (p < 0,05). Une différence positive en mathématiques signifie que les garçons font mieux que les filles, alors qu'une différence négative en mathématiques signifie que les filles font mieux que les garçons. Une différence positive en lecture signifie que les filles font mieux que les garçons. Aucun pays ne montre de différence négative en lecture. Statistiquement, il existe une corrélation linéaire négative entre les différences en mathématiques et les différences en lecture. Dit autrement, plus la différence en mathématiques est élevée statistiquement, plus la différence en lecture est petite, et vice-versa.
| Pays                       | Résultats en mathématiques | Inégalité de genre en mathématiques | Résultats en lecture | Inégalité de genre en lecture |
| -------------------------- | -------------------------- | ----------------------------------- | -------------------- | ----------------------------- |
| Colombie                   | 382                        | 32                                  | 413                  | 10                            |
| Costa Rica                 | 410                        | 26                                  | 442                  | 14                            |
| Liechtenstein              | 535                        | 24                                  | 500                  | 32                            |
| Belgique                   | 515                        | 22                                  | 506                  | 27                            |
| Royaume-Uni                | 492                        | 21                                  | 494                  | 26                            |
| Chili                      | 420                        | 21                                  | 450                  | 22                            |
| Autriche                   | 496                        | 20                                  | 470                  | 41                            |
| Luxembourg                 | 489                        | 20                                  | 472                  | 39                            |
| Suisse                     | 534                        | 20                                  | 500                  | 39                            |
| États-Unis                 | 487                        | 20                                  | 500                  | 25                            |
| Espagne                    | 484                        | 19                                  | 482                  | 29                            |
| Pérou                      | 365                        | 18                                  | 370                  | 22                            |
| Pays-Bas                   | 526                        | 17                                  | 508                  | 25                            |
| Venezuela, État de Miranda | 398                        | 17                                  | 421                  | 18                            |
| Danemark                   | 503                        | 16                                  | 494                  | 29                            |
| France                     | 497                        | 16                                  | 495                  | 40                            |
| Allemagne                  | 512                        | 15                                  | 498                  | 40                            |
| Italie                     | 482                        | 15                                  | 487                  | 46                            |
| Brésil                     | 386                        | 15                                  | 411                  | 28                            |
| Grèce                      | 466                        | 14                                  | 482                  | 47                            |
| Hong-Kong                  | 554                        | 14                                  | 534                  | 32                            |
| Mexique                    | 418                        | 13                                  | 426                  | 25                            |
| Canada                     | 527                        | 12                                  | 524                  | 35                            |
| Hongrie                    | 490                        | 12                                  | 494                  | 38                            |
| Portugal                   | 487                        | 12                                  | 489                  | 38                            |
| Tunisie                    | 372                        | 12                                  | 402                  | 31                            |
| Uruguay                    | 427                        | 12                                  | 424                  | 41                            |
| Monténégro                 | 402                        | 12                                  | 408                  | 52                            |
| Argentine                  | 388                        | 11                                  | 397                  | 36                            |
| Turquie                    | 446                        | 11                                  | 464                  | 43                            |
| Macao                      | 526                        | 11                                  | 487                  | 34                            |
| Serbie                     | 442                        | 11                                  | 442                  | 40                            |
| Croatie                    | 460                        | 11                                  | 478                  | 51                            |
| Australie                  | 514                        | 10                                  | 514                  | 37                            |
| Japon                      | 529                        | 10                                  | 520                  | 39                            |
| Irlande                    | 487                        | 8                                   | 496                  | 39                            |
| Nouvelle-Zélande           | 519                        | 8                                   | 522                  | 45                            |
| Israël                     | 447                        | 8                                   | 474                  | 43                            |
| Azerbaïdjan                | 431                        | 8                                   | 362                  | 24                            |
| Estonie                    | 512                        | 8                                   | 502                  | 44                            |
| Singapour                  | 562                        | 6                                   | 526                  | 31                            |
| République tchèque         | 492                        | 5                                   | 480                  | 48                            |
| Norvège                    | 498                        | 5                                   | 504                  | 47                            |
| Taipei chinois             | 544                        | 5                                   | 496                  | 37                            |
| Panama                     | 360                        | 5                                   | 370                  | 33                            |
| Corée du Sud               | 546                        | 4                                   | 540                  | 35                            |
| Pologne                    | 495                        | 4                                   | 500                  | 49                            |
| Roumanie                   | 427                        | 4                                   | 424                  | 42                            |
| Thaïlande                  | 419                        | 4                                   | 419                  | 38                            |
| Maurice                    | 420                        | 4                                   | 406                  | 40                            |
| Finlande                   | 540                        | 3                                   | 536                  | 55                            |
| Islande                    | 506                        | 3                                   | 500                  | 44                            |
| Slovaquie                  | 496                        | 3                                   | 478                  | 51                            |
| Moldavie                   | 398                        | 3                                   | 388                  | 45                            |
| Latvia                     | 482                        | 2                                   | 484                  | 47                            |
| Russie                     | 468                        | 2                                   | 460                  | 45                            |
| Slovénie                   | 502                        | 1                                   | 484                  | 55                            |
| Kazakhstan                 | 405                        | 0                                   | 390                  | 43                            |
| Indonésie                  | 372                        | -1                                  | 402                  | 37                            |
| Jordanie                   | 386                        | -1                                  | 406                  | 57                            |
| Suède                      | 494                        | -2                                  | 498                  | 46                            |
| Chine à Shanghai           | 600                        | -2                                  | 556                  | 40                            |
| Géorgie                    | 380                        | -3                                  | 374                  | 61                            |
| Malaisie                   | 404                        | -3                                  | 414                  | 35                            |
| Bulgarie                   | 428                        | -4                                  | 430                  | 61                            |
| Qatar                      | 368                        | -5                                  | 372                  | 50                            |
| Kirghizstan                | 331                        | -6                                  | 314                  | 53                            |
| Lituanie                   | 477                        | -6                                  | 468                  | 59                            |
| Émirats arabes unis        | 421                        | -6                                  | 431                  | 58                            |
| Inde, État de Tamil Nadu   | 350                        | -7                                  | 335                  | 36                            |
| Trinité-et-Tobago          | 414                        | -8                                  | 416                  | 58                            |
| Albanie                    | 378                        | -11                                 | 386                  | 62                            |
| Malte                      | 462                        | -15                                 | 442                  | 72                            |